# Aeropuerto Nacional de Tehuacán
El Aeropuerto Nacional de Tehuacán o Aeropuerto Nacional José Garci Crespo (Código IATA: TCN - Código OACI: MMHC - Código DGAC: TCN) se encuentra ubicado a 5 kilómetros del centro de la ciudad de Tehuacán, Puebla, México. Es operado por Aeropuertos y Servicios Auxiliares, una corporación del gobierno federal.

## Información
Fue incorporado a la Red ASA en 1970. El aeropuerto tiene una superficie de 125 hectáreas aproximadamente y su plataforma para la aviación comercial es de 6,604 metros cuadrados; además tiene dos posiciones y una pista de 2.0 kilómetros de longitud y 30 metros de ancho, apta para recibir aviones tipo ATR 42.
Posee estacionamiento propio, con capacidad de 13 lugares.
En el 2021, Tehuacán recibió a 2,176 pasajeros, mientras que en el 2022 fueron 2,156 según datos publicados por Aeropuertos y Servicios Auxiliares. 
En agosto de 2018, el Aeropuerto de Tehuacán obtuvo la certificación de “Calidad Ambiental”, otorgada por la Procuraduría Federal de Protección al Ambiente (PROFEPA) por el cumplimiento a los procesos del Programa Nacional de Auditoría Ambiental (PNAA).
Su horario oficial de operación es de las 7:00 a las 19:00 horas.

## Estadísticas

### Tráfico anual
| Año  | Pasajeros Totales | cambio en % | Movimiento de carga (t) | Operaciones aéreas |
| 2006 | 3,452             | Sin cambios | -                       | 2,660              |
| 2007 | 4,040             | 17.03%      | -                       | 2,961              |
| 2008 | 3,355             | 16.96%      | -                       | 2,557              |
| 2009 | 2,926             | 12.79%      | -                       | 2,172              |
| 2010 | 3,106             | 6.15%       | -                       | 2,222              |
| 2011 | 3,977             | 28.04%      | -                       | 2,375              |
| 2012 | 3,232             | 18.73%      | -                       | 2,108              |
| 2013 | 3,248             | 0.50%       | -                       | 2,226              |
| 2014 | 3,101             | 4.53%       | -                       | 2,117              |
| 2015 | 2,812             | 9.32%       | -                       | 1,973              |
| 2016 | 3,487             | 24.0%       | -                       | 2,506              |
| 2017 | 3,877             | 11.18%      | -                       | 2,454              |
| 2018 | 2,844             | 26.60%      | -                       | 2,221              |
| 2019 | 2,825             | 0.67%       | -                       | 2,132              |
| 2020 | 1,749             | 38.09%      | -                       | 1,456              |
| 2021 | 2,176             | 24.41%      | -                       | 1,614              |
| 2022 | 2,156             | 0.92%       | -                       | 1,702              |
| 2023 | 2,017             | 6.45%       | -                       | 1,542              |
| 2024 | 2,005             | 0.59%       | -                       | 1,598              |
| ---- | ----------------- | ----------- | ----------------------- | ------------------ |

## Accidentes e incidentes
- El 23 de octubre de 2015 la aeronave Cessna 150 con matrícula XB-KDB perteneciente a la Escuela de Aviación 5 de Mayo y procedente de Tehuacán, se estrelló en la Autopista Puebla-Orizaba en un intento de aterrizaje forzoso, el cual fracasó, matando al instructor y al alumno; la aeronave tenía como destino final el Aeropuerto de Puebla.[6][7]

- El 4 de agosto de 2015, se estrelló una aeronave Cessna 150 con matrícula XB-ZUU perteneciente a la Escuela de aviación 5 de Mayo. La aeronave partió del Aeropuerto de Puebla, haciendo escala en Tehuacán y tenía como destino final el Aeropuerto de Córdoba, sin embargo, una falla mecánica hizo que se precipitaran a tierra matando al instructor Ignacio Carrión Sánchez y dejando herido al alumno Maximiliano Altamirano Sáinz unos 40 km al sur de Córdoba.[8][9]

- El 17 de agosto de 2018 una aeronave Cirrus SR22 con matrícula N1223C que cubría un vuelo privado entre el Aeropuerto de Puebla y el Aeropuerto de Tehuacán se estrelló en el Municipio de Juan C. Bonilla debido a una falla mecánica. Los 4 tripulantes resultaron con heridas leves.[10][11]

- El 27 de diciembre de 2021 una aeronave Cessna 172G Skyhawk con matríula XB-ABJ propiedad del Centro de Adiestramiento Aeronáutico Profesional (CAAP) que operaba un vuelo de entrenamiento entre el Aeropuerto de Cuernavaca y el Aeropuerto de Tehuacán, tuvo que realizar un aterrizaje de emergencia sobre el municipio de Atexcal tras percibirse una vibración intensa aparentemente causada por la fractura de una pala de la hélice. La aeronave aterrizó en un campo de cultivo, sin embargo, las condiciones del terreno hicieron volcar el avión, causando heridas en el instructor y el estudiante.[12][13]

## Aeropuertos cercanos
Los aeropuertos más cercanos son:
- Aeropuerto Internacional de Puebla (124km)
- Aeropuerto Nacional El Lencero (127km)
- Aeropuerto Internacional General Heriberto Jara (148km)
- Aeropuerto Internacional General Mariano Matamoros (198km)
- Base Aérea Militar n.º 1 Santa Lucía (202km)